# Pansermider
Pansermider (Oribatida) er en orden af mider. De varierer i størrelse fra 0.2 til 1.4 mm.
Pansermider har lav metabolisme, langsom udvikling og lav frugtbarhed.. De lever i flere år og kan derfor parre sig flere gange. De er af økonomisk betydning som værter for flere arter af bændelorme, og ved at forøge nedbrydningshastigheden for organisk materiale i jorden, på en måde der minder om regnorme. De er stort set stationære og bevæger sig i et helt liv måske ikke mere end 1 m omkring.